# Reed Malone
Reed Malone (Winnetka, 3 april 1995) is een Amerikaanse zwemmer.

## Carrière
Bij zijn internationale debuut, op de Pan-Pacifische kampioenschappen zwemmen 2014 in Gold Coast, strandde Malone in de series van zowel de 100, de 200 als de 400 meter vrije slag.
Op de wereldkampioenschappen zwemmen 2015 in Kazan sleepte de Amerikaan samen met Ryan Lochte, Conor Dwyer en Michael Weiss de zilveren medaille in de wacht op de 4x200 meter vrije slag.

## Internationale toernooien
| Jaar | Olympische Spelen | WK langebaan      | WK kortebaan                            | PanPacs                                                           | Pan-Ams       |
| ---- | ----------------- | ----------------- | --------------------------------------- | ----------------------------------------------------------------- | ------------- |
| 2014 |                   |                   | geen deelname                           | 28e 100m vrije slag series 200m vrije slag series 400m vrije slag |               |
| 2015 |                   | 4x200m vrije slag |                                         |                                                                   | geen deelname |
| 2016 | geen deelname     |                   | 35e 200m vrije slag 17e 400m vrije slag |                                                                   |               |
| 2017 |                   | geen deelname     |                                         |                                                                   |               |
| 2018 |                   |                   | geen deelname                           | geen deelname                                                     |               |
| 2019 |                   | geen deelname     |                                         |                                                                   | geen deelname |

## Persoonlijke records
Bijgewerkt tot en met 8 september 2020
Langebaan
| Afstand         | Tijd    | Datum           | Plaats  |
| --------------- | ------- | --------------- | ------- |
| 200m vrije slag | 1.47,15 | 6 juli 2015     | Gwangju |
| 400m vrije slag | 3.49,67 | 9 augustus 2014 | Irvine  |